# Africký exarchát
Africký exarchát (latinsky Exarchatus Africae), v dějinách též někdy označován jako Kartaginský exarchát, byla administrativní jednotka Byzantské říše zahrnující území v oblasti západního Středomoří. Jeho řízením byl pověřen exarcha mající sídlo v Kartágu, který měl v rámci této provincie k dispozici nejvyšší civilní a vojenské pravomoci. Exarchát byl založen v roce 590 za vlády císaře Maurikia. Byzantský vládce tuto administrativní jednotku zřídil především proto, že oblast kolem Kartága byla vystavena častým útokům Berberů, což ji ekonomicky vysilovalo. Exarchát se stal natolik silnou základnou byzantské moci, že odtud mohl Herakleios, syn zdejšího stejnojmenného exarchy, podniknout invazi do Konstantinopole, aby svrhl císaře Foku. Exarchát nicméně neodolal pozdějšímu náporu Arabů a roku 698 zanikl.